# Gmina Qukës
Gmina Qukës (alb. Komuna Qukës) – gmina  położona w środkowej części Albanii. Administracyjnie należy do okręgu Librazhd w obwodzie Elbasan. W 2011 roku populacja gminy wynosiła 8211 w tym 4015 kobiety oraz 4196 mężczyzn, z czego Albańczycy stanowili 96,19% mieszkańców.
W skład gminy wchodzi jedenaście miejscowości: Qukës-Shkumbin, Qukës-Skënderbej, Skroskë, Menik, Gurrë, Berzheshtë, Fanjë, Karkavec, Dritaj, Pishkash, Pishkash-Veri.